# سلطعون جزيرة كريسماس الأحمر
سلطعون جزيرة كريسماس الأحمر (Gecarcoidea natalis) هو نوع من السلطعونات الأرضية المستوطن في جزيرة كريسماس وجزر كوكوس (كيلينغ) في المحيط الهندي. على الرغم من اقتصارها على مساحة صغيرة نسبيًا، إلا أن هناك ما يقدر بنحو 43.7 مليون من السرطانات الحمراء البالغة كانت تعيش في جزيرة الكريسماس وحدها، ومع ذلك، يُعتقد أن الإدخال العرضي للنملة الصفراء المجنونة قد أدى إلى قتل حوالي 10-15 مليونًا من السلطعون الأحمر في السنوات الأخيرة.
يشتهر السلطعون الأحمر بالهجرة الجماعية السنوية إلى البحر ليضع بيضه في المحيط. وعلى الرغم من تعرضها للهلاك بسبب غزو النملة الصفراء المجنونة، اعتبارًا من عام 2018 لم يتم تقييم السلطعون الأحمر من قبل الاتحاد الدولي لحفظ الطبيعة ولم يتم إدراجه في القائمة الحمراء.